# Krenbach (Große Mühl)
Der Krenbach ist ein Bach in den Gemeinden Aigen-Schlägl, Oepping und Rohrbach-Berg in Oberösterreich. Er ist ein Zufluss der Großen Mühl.

## Geographie
Der Bach entspringt in der Gemeinde Oepping auf einer Höhe von 719 m ü. A. Er weist eine Länge von 7,65 km auf. Er fließt zunächst Richtung Südosten und schwenkt dann Richtung Nordosten. Er nimmt rechtsseitig den Arbesberger Bach und linksseitig den Schwalsödter Bach auf. Anschließend verläuft er bis zur rechtsseitigen Einmündung des Weichselsbachs entlang der Gemeindegrenze von Aigen-Schlägl und Rohrbach-Berg. Der Krenbach mündet in der Gemeinde Aigen-Schlägl auf einer Höhe von 531 m ü. A. rechtsseitig in die Große Mühl. In seinem 5,43 km² großen Einzugsgebiet liegen die Ortschaften Geiselreith, Katzing, Obergrünau und Untergrünau sowie Teile der Ortschaften Haugsberg, Natschlag, Oberneudorf und Weichsberg.
Der Jakobsweg Oberes Mühlviertel und die Wanderreitroute Böhmerwald – Große Mühl queren den Krenbach in der Nähe der Einmündung des Schwalsödter Bachs.

## Umwelt
Der Krenbach fließt nordwestlich von Haugsberg durch ein Geflecht aus Feuchtwiesen mit Borstgras, Flatter-Binsen, Seggen und Wald-Simsen sowie Magerwiesen mit Rot-Schwingeln, Wiesen-Schwingeln und Zittergräsern. Bei der Einmündung des Weichselbachs gibt es einen naturnahen Schilfbestand. Der Mündungsbereich des Krenbachs gehört zum 9.350 Hektar großen Europaschutzgebiet Böhmerwald-Mühltäler.